# Sultanato de Quaiti
```
   |-
       | 
Erro:
:  
valor não especificado para "
continente
"
```

Qu'aiti, ou o Sultanato Quaiti de Xaer e Mucala, foi um sultanato na região de Hadramaute na Arábia do Sul, no que hoje é o Iémen. Sua capital era Mucala, e foi dividido em seis províncias: Mucala, Xaer, Xibã, Duã, a Província Ocidental e Hajre. Além de Mucala, Xaer e Xibã eram as principais cidades do Sultanato.
O Sultanato se estendia pela costa do Oceano Índico até a fronteira do Mahra, englobava Shabwa, os vales centrais e assentamentos de oásis de Hadramaute, e controlava o sul de Rub' al-Khali.